# وجه دموع الفرح
😂، يشار له رسمياً وجه دموع الفرح ويعرف أيضاً بإيموجي السعادة، الإيموجي الضاحك، الإيموجي الضاحك الباكي أو الإيموجي الباكي الضاحك هو إيموجي يظهر فيه وجه يضحك، ويبكي وتظهر عليه الدموع.

## التأثير على المجتمع
عيّن قاموس أكسفورد الإنجليزي كلمة إيموجي ككلمة السنة. حيث لاحظ القائمون على قاموس أوكسفور زيادة في استخدام كلمة «إيموجي» خلال عام 2015، وأدركوا تأثير هذه الكلمة على الثقافة الشعبية. كما لاحظ القائمون في تطبيق سوفتكي أن وجه دموع الفرح 😂 (بالإنجليزية: Face with Tears of Joy)‏ هو أكثر إيموجي مستخدم عبر العالم.